# Johann Michael Rottmayr
Johann Michael Rottmayr (naamvarianten: Rothmair en Rotmayer) (Laufen an der Salzach, 11 december 1654 - Wenen, 25 oktober 1730) was een Salzburgse barokschilder.
Hij wordt gezien als een van de eerste barokschilders uit Midden-Europa en kan worden beschouwd als een tegenhanger in de schilderkunst ten opzichte van architect, en tevens zijn vriend, Johann Bernhard Fischer von Erlach.

## Biografie
Rottmayr begon zijn opleiding, op dertienjarige leeftijd, in het atelier van de Duitse schilder Johann Carl Loth in Venetië. Na zijn terugkeer vestigde hij zich eerst in Salzburg en ongeveer vanaf 1696 in Wenen. Hij is voornamelijk bekend vanwege zijn fresco's, zoals in de Abdij van Melk of de Karlskirche in Wenen. 
Vanaf 1695 werkt Rottmayr samen met Fischer von Erlach in het slot van Vranov nad Dyjí in Moravië. De door hem aangebrachte fresco zou een nieuw tijdperk van plafondschilderingen in Oostenrijk inleidden. Als schilder in Wenen kende hij veel concurrentie vanuit Italië, Rottmayr is dan ook een van de weinige Duitse of Oostenrijkse schilders die zich zelfstandig kon vestigen. Andere voorbeelden zijn de gebroeders Anton en Joseph Faistenberger.
Zijn werk en stijl lijkt sterk te zijn beïnvloed door Rubens, net als Rubens maakte Rottmayr schetsen in olieverf als voorbereiding op zijn grotere werken.

## Galerij

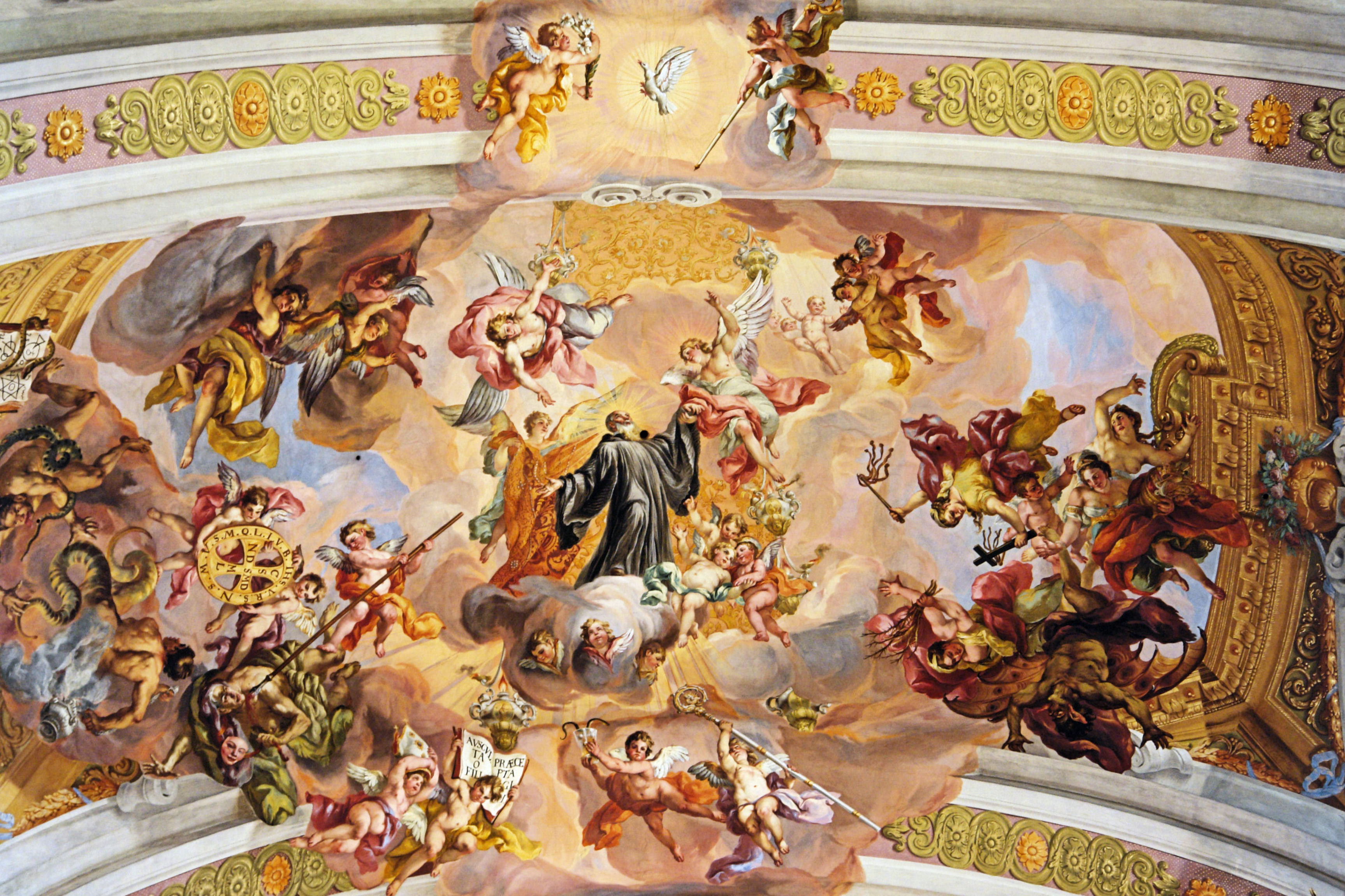
Plafondschildering in de Abdij van Melk
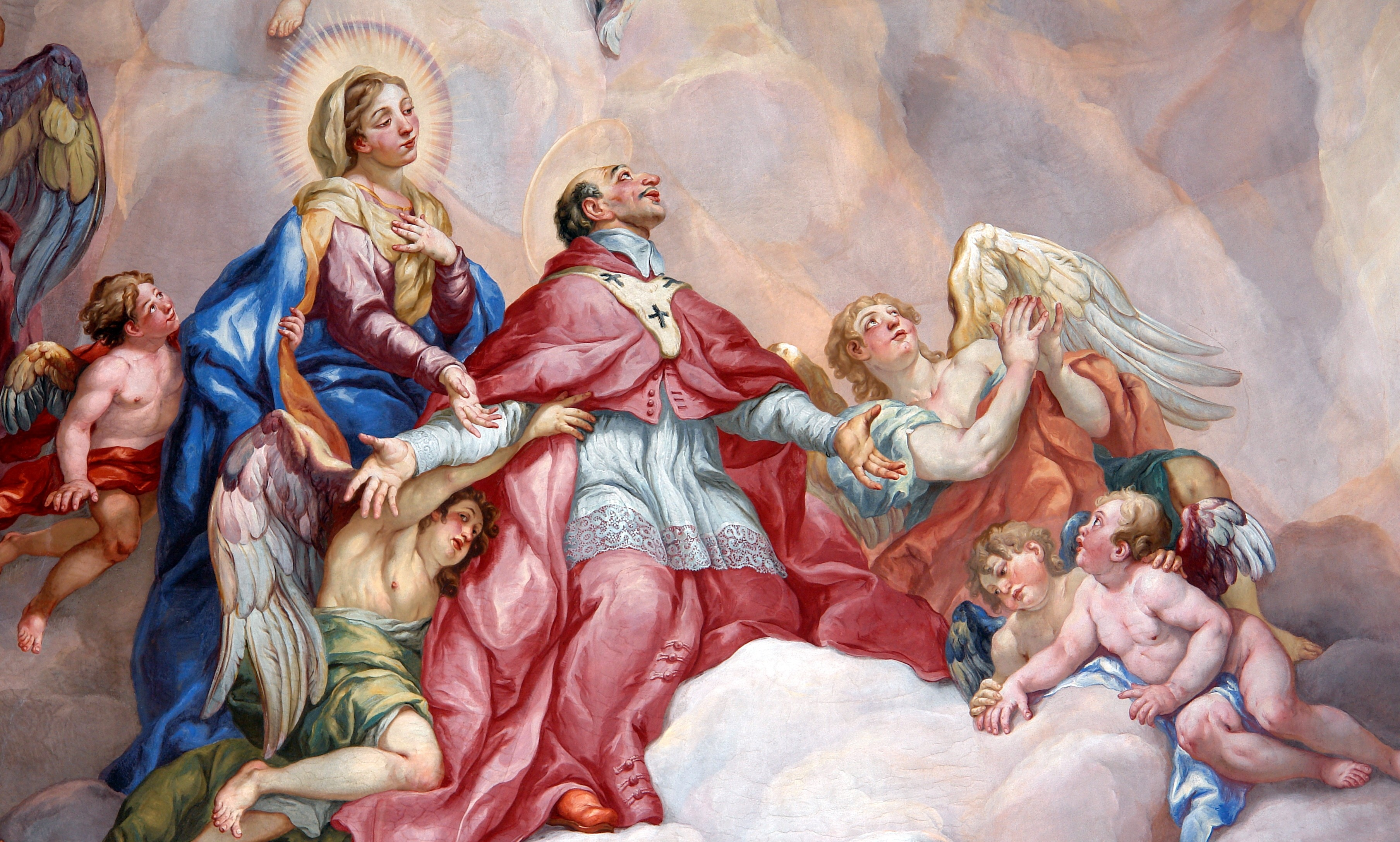
Voorspraak van Carolus Borromeus ondersteund door de Maagd Maria (1714). Plafondschildering voor de Karlskirche in Wenen

- Bibliothèque nationale de France: cb119706317 (data)
- Gemeinsame Normdatei: 118603353
- International Standard Name Identifier: 0000 0000 6629 4671
- Library of Congress Control Number: n81028916
- Nationale Bibliotheek van Tsjechië: ola200208771
- Nederlandse Thesaurus van Auteursnamen: 069394636
- RKD-Nederlands Instituut voor Kunstgeschiedenis: 68513
- Système universitaire de documentation: 027724751
- Union List of Artist Names: 500017193
- Virtual International Authority File: 13099983
- WorldCat: E39PBJt44MhXTxkw69RT73pByd